# Eddie van Halen
Edward Lodewijk van Halen, detto Eddie (pronuncia inglese americana: [ˈɛdwərd væn ˈheɪlən], pronuncia olandese: [ˈɛtʋɑrt ˈloːdəʋɛik fɑn ˈɦaːlə(n)]; Amsterdam, 26 gennaio 1955 – Santa Monica, 6 ottobre 2020), è stato un chitarrista olandese naturalizzato statunitense.
Cofondatore dell'omonimo gruppo, viene annoverato tra i più influenti, innovativi e talentuosi chitarristi del XX secolo soprattutto grazie al perfezionamento della tecnica del tapping, che ebbe grande impatto sulle successive generazioni di chitarristi, in particolare della scena hard & heavy.
La rivista Rolling Stone lo ha classificato al quarto posto tra i cento migliori chitarristi di ogni tempo, mentre la rivista specializzata Guitar World lo classifica al primo .

## Biografia

### Inizio carriera
Era il minore dei due figli di Jan van Halen, sassofonista e clarinettista jazz amsterdamese, e di Eugenia van Beers, una casalinga nata e cresciuta a Rangkasbitung, nelle allora Indie orientali olandesi (corrispondenti all'odierna Indonesia), in una famiglia d'origini miste olandesi e giavanesi; cresciuto nei Paesi Bassi fino ai sette anni, emigra poi al seguito della famiglia negli Stati Uniti, stabilendosi a Pasadena (in California).
Giovane calciatore, si avvicina alla musica studiando il pianoforte e la batteria, ma la sua vera vocazione la trova a dodici anni quando inizia a suonare la chitarra di suo fratello maggiore Alex: i due fratelli crescono sviluppando i propri stili musicali, studiando prevalentemente rock, con una particolare predilezione per i Cream, i Beatles e i Led Zeppelin e, al momento di formare il loro primo gruppo, in accordo con il fratello, Eddie passa definitivamente alla chitarra e Alex alla batteria.
Verso la fine degli anni settanta i due, assieme al bassista Michael Anthony e al cantante David Lee Roth, danno vita ai Van Halen.

### Van Halen
Eddie e Alex formarono una band nel 1972, che due anni dopo adottò il nome Van Halen: la band divenne rapidamente un punto fermo della scena musicale di Los Angeles durante la metà degli anni '70, suonando in noti club come il Whisky a Go Go, finché nel 1977 la Warner Bros. Records offrì ai Van Halen un contratto discografico.
Alla sua uscita, l'album omonimo raggiunse la diciannovesima posizione nelle classifiche Billboard, diventando uno dei debutti di maggior successo commerciale del rock, sebbene fosse considerato un album sia heavy metal che hard rock, e all'inizio degli anni '80 il tour promozionale fu uno degli spettacoli di maggior successo dell'epoca. L'album 1984 divenne cinque volte disco di platino dopo un anno di pubblicazione e il suo più celebre singolo, Jump, è diventato la prima e unica hit pop n. 1 della band e ha regalato loro una nomination ai Grammy. La band ha vinto il Grammy Award 1992 per la "miglior interpretazione hard rock" con l'album For Unlawful Carnal Knowledge.
A partire da marzo 2019 i Van Halen sono saliti al ventesimo posto nella lista RIAA degli artisti più venduti negli Stati Uniti con 56 milioni di album negli Stati Uniti e oltre 80 milioni in tutto il mondo. Il gruppo ha inoltre stabilito il record di tredici n.1 nella speciale classifica Mainstream Rock Songs. Il canale VH1 ha classificato la band al settimo posto in una lista dei 100 migliori artisti hard rock di tutti i tempi. Nel gennaio 2007, i Van Halen sono stati inseriti nella Rock and Roll Hall of Fame.

### Morte
Nel 2000 gli viene diagnosticato un tumore alla gola, gli sarà per questo asportata parte della lingua e dichiarato guarito nel 2002. Dopo anni tuttavia questo male lo affliggerà nuovamente e, nel frattempo estesosi fino al cervello, lo porterà alla morte il 6 ottobre 2020 all'età di 65 anni. Van Halen è stato cremato e le ceneri sono state sparse nell'Oceano Pacifico, come era stato da lui chiesto. 

## Stile

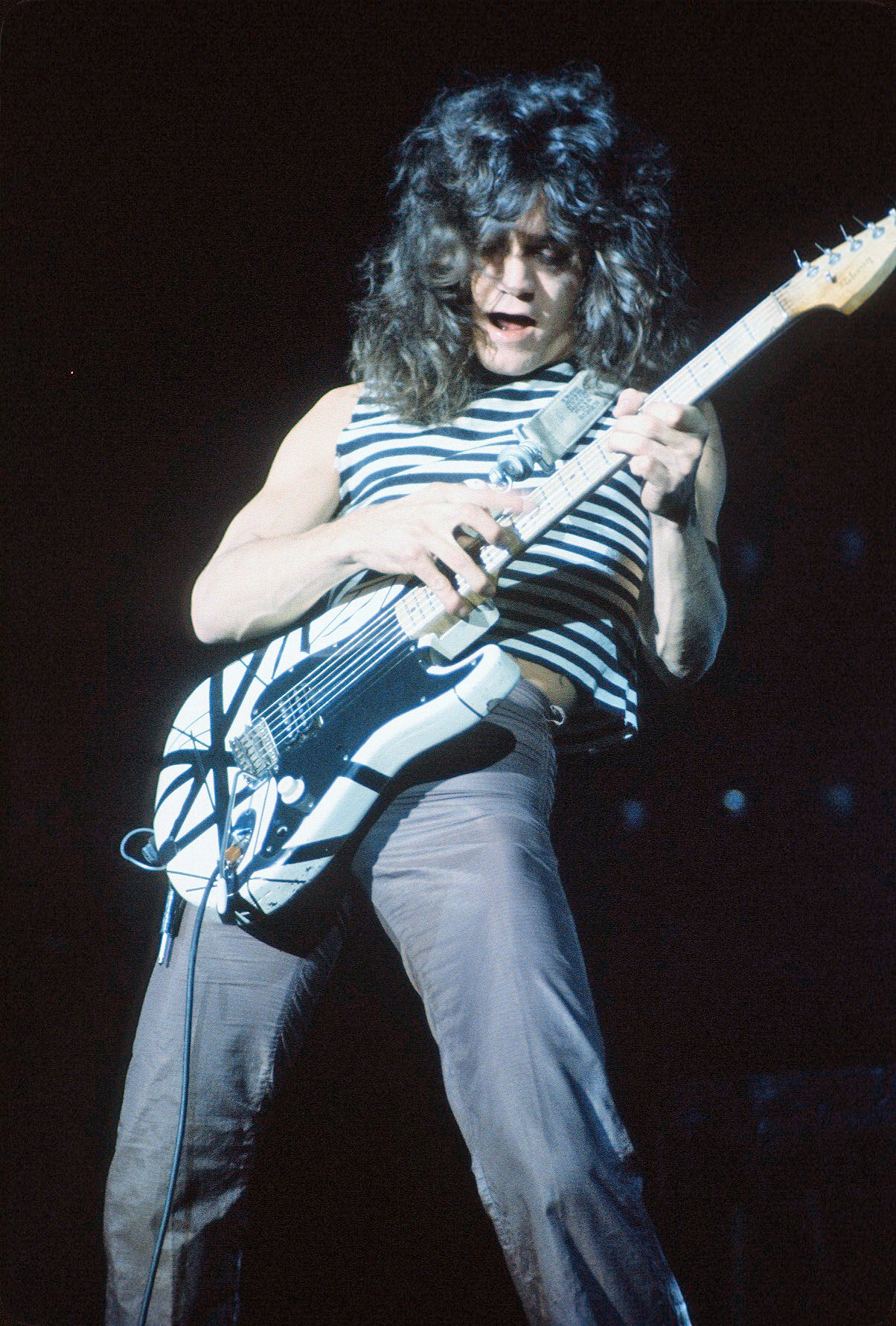
Van Halen in concerto mentre usa la tecnica del tapping

La principale innovazione tecnica che ha permesso a Van Halen di salire nell'Olimpo della chitarra è senz'altro il tapping, che consiste nel suonare lo strumento con entrambe le mani sulla tastiera in modo da coprire intervalli inusualmente ampi e impossibili da raggiungere con il legato tradizionale. Al di là di questo, comunque, Van Halen costituisce un punto di riferimento per varie generazioni di chitarristi sia per il suo approccio originale nella creazione degli assoli che per la grande attenzione alla ritmica, nella quale sono ricomprese una grande padronanza del suono e persino la personalizzazione dello strumento, divenuta dopo di lui un'abitudine degli artisti rock.
Ha suonato anche come turnista per altri artisti: nel 1983 fu infatti scritturato per suonare l'assolo in Beat It di Michael Jackson, prodotta da Quincy Jones. Al tal proposito si può citare un curioso aneddoto: alcuni anni più tardi Jennifer Batten, turnista di Jackson, eseguì lo stesso assolo in uno studio di registrazione in cui, per casualità, era presente anche van Halen; ascoltate le prime note dell'assolo, Eddie si recò nello studio adiacente e chiese a Batten di rifarlo con la sua Kramer 5150. Una volta terminato le chiese di farglielo rivedere perché non avendolo più rifatto dall'epoca della registrazione l'aveva dimenticato.
Ha contribuito al successo del pedale per chitarra MXR Phase 90, il quale ha molto influenzato il suo stile in alcuni brani. La MXR ha anche creato una versione custom di questo effetto a lui dedicata.
Citò inoltre Allan Holdsworth come una delle sue più grandi fonti di ispirazione e come uno dei chitarristi che l'hanno impressionato maggiormente. Lo stesso Van Halen sostenne di essersi ispirato al modo di suonare del chitarrista britannico per comporre alcuni assoli, come quello di And the Cradle Will Rock... dall'album Women and Children First.

## Vita privata
Il 29 agosto 1980 Eddie incontrò l'attrice Valerie Bertinelli ad un concerto dei Van Halen a Shreveport: i due convolarono a nozze l'11 aprile successivo ed ebbero un figlio, Wolfgang van Halen.
Il chitarrista ha sofferto di lesioni persistenti a causa dei gesti acrobatici ad alto rischio e incidenti avuti sul palco ed è stato sottoposto a un intervento di sostituzione dell'anca nel novembre 1999 dopo che la sua necrosi avascolare cronica, diagnosticata nel 1995, era diventata insopportabile. Nel 2000 ha iniziato le cure per combattere un cancro alla lingua, della quale ha subito l'asportazione per circa un terzo in un successivo intervento chirurgico; è stato dichiarato guarito nel 2002.
Il 5 dicembre 2005 Valerie Bertinelli ha chiesto il divorzio, dopo quattro anni di separazione, che è stato completato nel dicembre 2007.
Van Halen ha lottato a lungo contro l'alcolismo e l'abuso di droghe: ha dichiarato infatti di aver iniziato a fumare e bere all'età di dodici anni e che alla fine aveva bisogno dell'alcool per andare avanti. È entrato in riabilitazione nel 2007 e in un'intervista del 2015 ha dichiarato di essere sobrio dal 2008.
Il 6 ottobre 2008 ha chiesto alla sua ragazza, Janie Liszewski, un'attrice e stunt-woman pubblicista dei Van Halen dal 2007, di sposarlo: i due sono convolati a nozze il 27 giugno 2009 nella sua tenuta di Studio City.
Nell'agosto 2012 è stato sottoposto a un intervento di emergenza per un grave attacco di diverticolite.

## Discografia

### Con i Van Halen
- 1978 – Van Halen
- 1979 – Van Halen II
- 1980 – Women and Children First
- 1981 – Fair Warning
- 1982 – Diver Down
- 1984 – 1984
- 1986 – 5150
- 1988 – OU812
- 1991 – For Unlawful Carnal Knowledge
- 1995 – Balance
- 1998 – Van Halen III
- 2012 – A Different Kind of Truth